# Cantone di Écouché
Il Cantone di Écouché era una divisione amministrativa dell'arrondissement di Argentan.
È stato soppresso a seguito della riforma complessiva dei cantoni del 2014, che è entrata in vigore con le elezioni dipartimentali del 2015.
Comprendeva i comuni di:
- Avoine
- Batilly
- Boucé
- La Courbe
- Écouché
- Fleuré
- Goulet
- Joué-du-Plain
- Loucé
- Montgaroult
- Rânes
- Saint-Brice-sous-Rânes
- Saint-Ouen-sur-Maire
- Sentilly
- Serans
- Sevrai
- Tanques
- Vieux-Pont